# عبد الله صالح العجمي
عبد الله صالح علي العجمي (2 أغسطس 1978 في الكويت - 23 مارس 2008)، هو مواطن كويتي اُعتقل إلى غوانتانامو في عام 2002 وأفرج عنه بعد ثلاثة سنوات في 2005. في مارس أو أبريل عام 2008 نفّذ هجوماً انتحارياً في مدينة الموصل العراق.

## عن حياته
ذكر المعتقل السابق في غوانتانامو فايز الكندري في لقائه مع الإعلامي عمار تقي ببرنامج الصندوق الأسود بتاريخ 23 مارس 2021 أن عبد الله العجمي كان خلوقًا وهادئًا جدًا، مع المعتقلين ومع الأمريكان أيضًا، ولكن مع التعذيب والضغط النفسي في الانفراديات، تغير فجأة إلى وحش كاسر مع السجانين ولكنه بقي على أخلاقه مع المعتقلين، أعطي أبر هلوسة حتى ظل غير واعٍ لنفسه لمدة ثلاثة أشهر، كُبّل عاريًا في عنبر (دلتا) من يديه ورجليه لأيام، بدأ تأثير الأبر يخف تدريجيًا، أخبره السجانون أنه سيُطلق سراحه قريبًا فماذا سيفعل؟ رد عليهم: «سأمزق أجسادكم بجسدي الممزق».